# Easterine Kire
Easterine Kire (la Terra dels Naga, Índia, 29 de març de 1959) és una poeta i novel·lista índia en llengua angami.
Doctora en Literatura anglesa per la Universitat de Pune, a l'estat de Maharashtra, a l'Índia, és considerada una de les millors veus literàries de la seva regió. Ha escrit diversos llibres en anglès, entre els quals col·leccions de poesia, novel·les i contes. El seu primer poemari, Kelhoukevira, i la seva primera novel·la, A Naga Village Remembered [Una vila naga al record], ambdós escrits en anglès, van ser respectivament el primer poemari i la primera novel·la publicats per un escriptor de la Terra dels Naga. L’autora ha estat pionera en obrir a la resta del món, a través dels seus escrits, la fascinant i vibrant cultura naga tradicional. Amb la finalitat de preservar i difondre la seva llengua materna, el tenyidie, ha recollit dos-cents poemes orals en aquesta llengua i també n’ha fet la traducció a l’anglès.
El seu primer llibre de poesia Kelhoukevira, escrit el 1982, fou el primer llibre de poesia anglesa publicat per un Naga. El 2003 també va publicar la primera novel·la d’un escriptor naga en anglès, A Naga village remember. La seva segona novel·la, A Terrible Matriarchy (Zubaan, 2007), fou seleccionada per Indian Literature Abroad per a la seva traducció a les llengües de l'ONU. Entre les seves obres cal destacar Mari, best-seller a l'Índia i traduïda a nombroses llengües, o les seves dues novel·les, Bitter Wormwood [absenta amarga] (2013) i When the River Sleeps (2015), que han estat nominades al premi hindú Lit for Life, guanyant-lo la darrera el 2015. Les novel·les de Kire reflecteixen el paisatge sociocultural i històric de la societat naga. També ha escrit cinc llibres infantils, així com diversos articles i assajos. El seu darrer llibre, Son of the Thundercloud (2016), va guanyar el Premi Llibre de l'any de ficció al Tata Literature Live 2017. Els seus llibres i poemes han estat traduïts a l'alemany, el català, el croat, l'uzbek, el noruec i el nepalès. Kire també és membre de la banda Jazzpoesi. El CD digital que van llançar l'estiu del 2013 va encapçalar les llistes de jazz noruegues. El 2011 va ser guardonada amb la Medalla del governador per l'excel·lència en la literatura naga i, el 2013, el PEN català, la va distingir amb el Premi Veu Lliure.
La violència del règim de la Terra dels Naga i l’assetjament al qual ella i el seu espòs eren sotmesos a causa dels seus escrits, la va empènyer a exiliar-se en el 2005. Des de llavors viu al nord de Noruega, on va ser acollida inicialment per la xarxa ICORN, i es dedica a l'escriptura i la poesia. Ha registrat diversos CDs amb la seva formació de jazz, la Jazzpoesi, amb la qual ha actuat en nombroses ocasions.